# صانداي إيمانويل
صانداي إيمانويل (بالإنجليزية: Sunday Emmanuel)‏ (25 فبراير 1992 بأبوجا في نيجيريا - ) هو لاعب كرة قدم نيجيري في مركز الهجوم. شارك مع منتخب نيجيريا لكرة القدم. أما مع النوادي، فقد لعب مع جومبي يونايتد.

## روابط خارجية
- صانداي إيمانويل على موقع قاعدة بيانات كرة القدم.إي يو (الإنجليزية)
- صانداي إيمانويل على موقع ناشيونال فوتبول تيمز (الإنجليزية)
- صانداي إيمانويل على موقع Soccerway.com (الإنجليزية)